# Mamiellophyceae
A Mamiellophyceae a valódi zöldmoszatok (Chlorophyta) törzsének osztálya.

## Történet
Az elsőként leírt taxonja az 1912-ben leírt Monomastix volt, ezt követték az 1951-ben leírt Micromonas pusilla, az 1964-ben leírt Mamiella gilva, az 1972-ben leírt Mantoniella, az 1990-ben leírt Bathycoccus prasinos, az 1995-ben leírt Ostreococcus tauri, majd a 2005-ben leírt Crustomastix és Dolichomastix.
2001-ben javasolták a Micromonas pusilla átnevezését Micrinomonas pusillára. Mindkét név érvényes és egymás szinonimája.
Korábban a Prasinophyceae részeként sorolták be Mamiellales néven, előbbi felbontásának oka, hogy erősen parafiletikus volt, így 2010-ben B. Marin és Melkonian létrehozták a Mamiellophyceaet 3 renddel (Mamiellales, Monomastigales és Dolichomastigales).

## Morfológia
A legkisebb eukarióták ide tartoznak: az Ostreococcus tauri közepes átmérője mintegy 800 nm, 1 kloroplasztisza, 1 Golgi-készüléke, 1 peroxiszómája, 1 mitokondriuma van, nincs sejtfala és ostora.:1. videó Nem rendelkeznek peptidoglikánnal a Chlorophyta koronacsoportjához és a legtöbb virágos növényhez hasonlóan. Mitokondriumában lamelláris és tubuláris cristái is vannak, legnagyobb sejtszervecskéje a kloroplasztisz.
A Mamiellales nemzetségei morfológiailag elkülöníthetők: az Ostreococcusnak nincs sejtfala vagy ostora, a Micromonasnak egy ostora van, sejtfala nincs, a Bathycoccusnak van sejtfala, nincs ostora.
Sejtfallal rendelkező fajai pikkelyei bioszintézise a Golgi-vezikulumokhoz hasonló vezikulumokban történik feltehetően a vezikulumok luminális oldalán lévő szialiltranszferázokkal, és a Golgi-készülék általi transzport után kerülnek a felszínre. A Bathycoccus prasinoséihoz hasonlók a Mantoniella squamata pikkelyei.

## Életmód
A Micromonas mixotróf, más fajok azonban autotrófok. Fajai gyakran élnek együtt egymással és a Prymnesiophyceae egyes fajaival, és szimbiózisban élhetnek az UCYN-A3-mal.
Fontos mikrotápanyaguk a tiazolprekurzor cHET, ennek használata a ThiM kináz aktivitásától függ. Nem ismert propionátkatabolizmusra alkalmas reakcióútjuk, mivel az eukariótákban gyakori utakkal nem tudnak elágazó láncú aminosavakat katabolizálni, feltehetően propionil-CoA-bontással távolítják el azt.

## Életciklus
Egyes fajai képesek lehetnek ivaros szaporodásra az MT+ és MT– párosodási típussal, bár nem figyelték meg, rejtett ivarosság lehet esetükben a meiózisban fontos gének expressziója miatt.
A párosodásitípus-gének a legnagyobb kromoszóma alapján ősiek lehetnek, és mintegy 600 millió évvel ezelőtt jelenhettek meg, a Mamiellophyceae kialakulása előtt. A szénhidráttranszfer-gének gyakoribbak 19. kromoszómájukban. 2 rövid (50–70 bp) DNS-szakasz hasonlít az OtV1 és OtV5 Ostreococcus tauri-vírusok szekvenciáihoz.

## Élőhely
Számos különböző helyen megtalálhatók, számos fajuk tengeri, óceáni, az Ostreococcus tauri azonban a Thau-lagúna területén a leggyakoribb. 
A Monomastigales elsősorban édesvízi, míg a Dolichomastigales jobbára tengeri, de kis mennyiségben partmenti vizekben is megtalálható. A Mamiellales ezzel szemben az egyik leggyakoribb valódizöldmoszat-klád, benne a széles körben elterjedt Micromonas, a legkisebb ismert eukariótákat tartalmazó Ostreococcus és a gömbölyű Bathycoccus nemzetségekkel. Jelentős földrajzi elterjedési mintákat vagy környezeti preferenciát nem mutat a partok mentén, azonban egyes fajai igen, például az Ostreococcus lucimarinus a Földközi-tengerben és a trópusi vizekben ritka, ez alapján hideg mezotróf partmenti faj, míg az Ostreococcus mediterraneus a Földközi-tenger partmenti lagúnáiban fordul elő, ez alapján feltehetően változó sótartalmú környezetekre korlátozódhat. Florida mentén nyáron egy névtelen Micromonas-faj a leggyakoribb, míg a Micromonas polaris a Beaufort-tengerben, egy közeli rokona pedig Kanada partjai közelében.
A Nápolyi-öbölben júniusban nem található meg metagenomikai elemzések alapján.

## Genetika
PPE-jük az Eustigmatophyceae PPE-jével nem rokon, vagyis egymástól függetlenül egynél többször történt genomredukció, az Ostreococcus elágazása az rRNS-operon-alapú filogenetikai elemzésnek ellentmond, a Micromonas bazális, ezt követi a Bathycoccus.
Közös jellemzője az 1-nél több WRKY-gén-másolat, a 6 LHCA-gén és a 2 LHCX gén, továbbá C4-szerű fotoszintézisre lehetnek képesek egyes fotoszintetikus sárgásmoszatokhoz hasonlóan. Csak δ-típusú szénsav-anhidrázok ismertek e kládban. Foszfoenolpiruvát-karboxikinázuk (PEPCK) nincs, piruvát-karboxilázuk (PC) van, szemben a Prasinoderma coloniale fajjal, ahol PEPCK van, PC nincs.
Több szelenocisztein-tartalmú fehérjéjük van, mint a Chlamydomonas reinhardtiinak, más, nem prazinofiton valódizöldmoszat-fajoknak, a Glaucophytának és a vörösmoszatoknak. Ezek katalitikusan aktívabbak a szelént nem tartalmazó hasonló enzimeknél, így kis sejtekben feltehetően kevesebb ilyen fehérje kellhet.

### Ökogenomika
Egysejtes ökogenomika révén meghatározhatók az egyes sejtek párosodási típusai és ssDNS-vírusok általi fertőzéseinek nyomai.

### Ostreococcus tauri-fehérjeexpresszió
Vashiány esetén az Ostreococcus tauri a Chlamydomonas reinhardtii ferrireduktáza homológját kissé kevésbé, míg 2 citokróm b561-homológját jobban expresszálja hosszabb vashiány, mint nagyobb vasmennyiség esetén, utóbbiak expressziós szintje normál körülmények közt alacsony, míg előbbié magas. Ez utóbbiaknak annak ellenére nem zárható ki szerepük a vasfelvételben, hogy nem gyorsan nő aktivitásuk.

## Jelentőség
A Mamiellophyceae, különösen 3 legfontosabb nemzetsége, a Bathycoccus, a Micromonas és az Ostreococcus több különböző tengeri területen domináns, és a primer termelésben fontosak. A fitoplanktonban gyakoriak az Északi-sark közelében is.
Az Ostreococcus tauri lehetséges modellszervezet a vashiány fitoplanktonra való hatása tanulmányozására.
A Micromonas nemzetség fontos lehet többszörösen telítetlen zsírsavak forrásaként növényi eredetű acil-CoA-Δ6-deszaturázzal.

## Vírusok
Legalább 7 prazinovírusfaj fertőzi fajait, ezek legalább 4 Mamiellophyceae-fajt fertőz, mindegyikük közel 200 gént tartalmazó lízisokozó óriásvírus.